# Тассах
Тассах [Тассак] (др.‑ирл. Tassach, Tassac; умер около 497) — ирландский святой (день памяти — 14 апреля). Наиболее известен тем, что дал последнее причастие святому Патрику.
Как календари, так и жития святого Патрика называют его «святым и мастером». Согласно «Трёхчастному житию святого Патрика», Тассах, наряду с Эссу и Бите, был одним из трёх «ремесленников» (cerda) Патрика: он изготовил стол и другие принадлежности для алтаря.
Имя Тассаха упоминается во всех основных календарях Ирландии (Энгуса Тамлахтского, Гормана, Драммонда, Туринском и Донегола). Поздний «Мартиролог Донегола» связывает его с Рат Колпта (современное Рахолп) в трёх милях от Даунпатрика.